# Mézières-au-Perche
Mézières-au-Perche è un comune francese di 127 abitanti situato nel dipartimento dell'Eure-et-Loir nella regione del Centro-Valle della Loira.

## Società

### Evoluzione demografica
Abitanti censiti